# Nuoto ai Giochi della IV Olimpiade
Il nuoto alle Giochi della IV Olimpiade del 1908 di Londra fu rappresentato da 6 eventi, tutti  maschili. Le competizioni si sono svolte dal 13 al 25 luglio 1908 allo Stadio di White City di Londra.

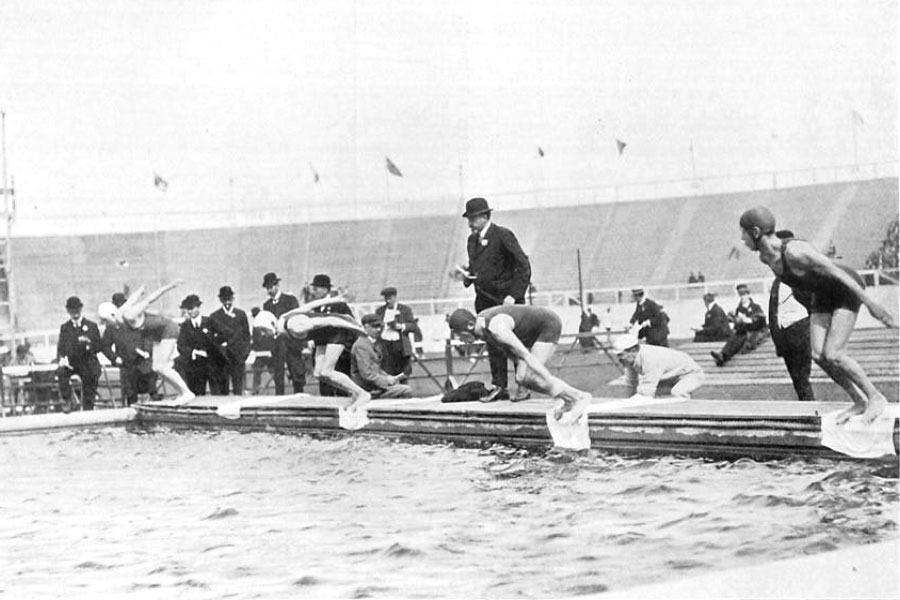
Partenza della finale dei 200 metri rana

Per la prima volta nei giochi olimpici le competizioni di nuoto vennero svolte in una piscina, ad Atene le gare di nuoto si erano svolte in mare, a Parigi nella Senna e a Saint Louis in un lago artificiale. La vasca dei giochi di Londra, situata all'interno del White City Stadium, era lunga il doppio della misura attuale e larga la metà, aveva quindi solo 4 corsie.
Responsabile dell'organizzazione fu la English Amateur Swimming Association, la stesura delle regole diede origine a diversi equivoci così il 19 luglio, con le competizioni ancora in corso, i rappresentanti di 10 federazioni nazionali si riunirono presso il Manchester Hotel e fondarono la federazione internazionale (FINA).
Fra i nuotatori spiccò il britannico Henry Taylor che vinse tre medaglie d'oro, nei 400 m stile libero, nei 1500 m stile libero e nella staffetta 4 × 200 m stile libero. In quattro delle sei discipline presenti vennero ottenuti dei record mondiali: Charlie Daniels (USA) nei 100 m stile libero, Henry Taylor (GBR) nei 1500 m stile libero, Frederick Holman (GBR) nei 200 m rana e la staffetta britannica.

## Podi
| Evento                       | Oro                                                                     | Perform. | Argento                                                        | Perform. | Bronzo                                                            | Perform. |
| Stile libero                 |                                                                         |          |                                                                |          |                                                                   |          |
| 100 m (dettagli)             | Charlie Daniels                                                         | 1'05"6   | Zoltán Halmay                                                  | 1'06"2   | Harald Julin                                                      | 1'08"0   |
| 400 m (dettagli)             | Henry Taylor                                                            | 5'36"8   | Francis Beaurepaire                                            | 5'44"2   | Otto Scheff                                                       | 5'46"0   |
| 1500 m (dettagli)            | Henry Taylor                                                            | 22'48"4  | Sydney Battersby                                               | 22'51"2  | Frank Beaurepaire                                                 | 22'56"2  |
| Dorso                        |                                                                         |          |                                                                |          |                                                                   |          |
| 100 m (dettagli)             | Arno Bieberstein                                                        | 1'24"6   | Ludvig Dam                                                     | 1'26"2   | Herbert Haresnape                                                 | 1'27"0   |
| Rana                         |                                                                         |          |                                                                |          |                                                                   |          |
| 200 m (dettagli)             | Fred Holman                                                             | 3'09"2   | William Robinson                                               | 3'12"8   | Pontus Hanson                                                     | 3'14"6   |
| Staffette                    |                                                                         |          |                                                                |          |                                                                   |          |
| Staffetta 4x200 m (dettagli) | Regno Unito John Derbyshire Paul Radmilovic William Foster Henry Taylor | 10'55"6  | Ungheria József Munk Imre Zachár Béla Las-Torres Zoltán Halmay | 10'59"0  | Stati Uniti Harry Hebner Budd Goodwin Charlie Daniels Leslie Rich | 11'02"8B |

## Medagliere
| Posizione | Paese       |   |   |   | Totale |
| --------- | ----------- | - | - | - | ------ |
| 1         | Regno Unito | 4 | 2 | 1 | 7      |
| 2         | Stati Uniti | 1 | 0 | 1 | 2      |
| 3         | Germania    | 1 | 0 | 0 | 1      |
| 4         | Ungheria    | 0 | 2 | 0 | 2      |
| 5         | Australasia | 0 | 1 | 1 | 2      |
| 6         | Danimarca   | 0 | 1 | 0 | 1      |
| 7         | Svezia      | 0 | 0 | 2 | 2      |
| 8         | Austria     | 0 | 0 | 1 | 1      |
| Totale    | Totale      | 6 | 6 | 6 | 18     |